# Sossais
 Sossais  es una población y comuna francesa, situada en la región de Poitou-Charentes, departamento de Vienne, en el distrito de Châtellerault y cantón de Lencloître.
También se usa la forma Sossay.

## Demografía
| 413 | 396 | 411 | 375 | 413 | 399 |
| Para los censos de 1962 a 1999 la población legal corresponde a la población sin duplicidades (Fuente: INSEE [Consultar]) |     |     |     |     |     |